# Nowokulewczi
Nowokulewczi (ros. Новокулевчи) – osiedle w Rosji, w obwodzie czelabińskim, w rejonie warnieńskim. W 2021 liczyła 163 mieszkańców.